# Pueblo Nuevo (Wenezuela)
Pueblo Nuevo – miasto w Wenezueli, w stanie Falcón.